# Жовтневое (Диканьский район)
Жовтневое (укр. Жовтневе) — ликвидированное село,
Водянобалковский сельский совет,
Диканьский район,
Полтавская область,
Украина.
Код КОАТУУ — 5321082604. Население по данным 1987 года составляло 10 человек .

## Географическое положение
Село Жовтневое находится на правом берегу реки Кратова Говтва, недалеко от её истоков, 
ниже по течению примыкат село Кратова Говтва.
Река в этом месте пересыхает, на ней небольшая запруда.

## История
- В 2012 году село было ликвидировано[1].